# Rómulo Gómez
Rómulo Gómez (Guayaquil, Ecuador; 6 de junio de 1934 - 12 de mayo de 2023) fue un futbolista de Ecuador que jugó en la posición de defensa central.

## Carrera

### Club
| Periodo   | Club         |
| --------- | ------------ |
| 1955-1962 | CS Emelec    |
| 1963-1970 | Barcelona SC |

### Selección nacional
Jugó para Ecuador en 13 ocasiones de 1955 a 1965, participó en tres ediciones de la Copa América donde anotó un autogol en la Copa América 1959 de Ecuador ante Paraguay, el único autogol del torneo.

## Logros
- Serie A de Ecuador (4): 1957, 1961, 1966, 1970
- Campeonato Profesional de Fútbol del Guayas (6): 1956, 1957, 1962, 1963, 1965, 1967